# Гала (жрецы)

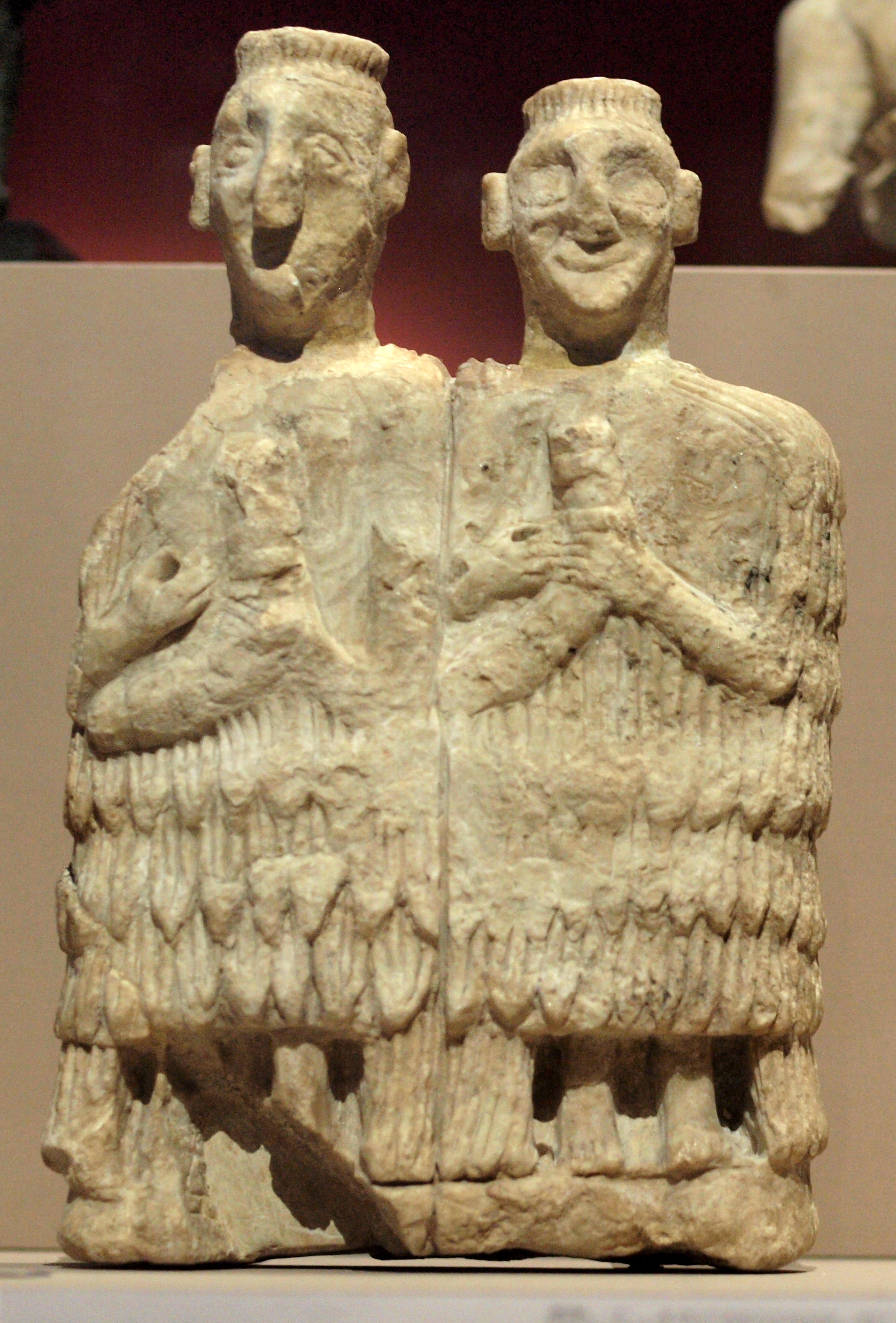
Древнешумерская статуэтка двух жрецов гала, ок. 2450 года до н. э., найденная в храме Инанны в Мари.

Гала (шум. gala, аккад. kalû) — жрецы-плакальщики шумерской богини Инанны, большинство из которых не имело ни мужской, ни женской гендерной идентичности.
Гала появляются в храмовых записях как певчие-плакальщики начиная с середины 3-го тысячелетия до нашей эры. Согласно старовавилонскому тексту, Энки создал гала специально для того, чтобы петь «утешающие плачи» богине Инанне. Клинописные упоминания указывают на гендерный характер их роли. Профессия плакальщицы изначально была женской, поэтому вступавшие в неё мужчины перенимали эту роль. Их гимны исполнялись на шумерском диалекте, известном как eme-sal, обычно используемом для речи богинь, а некоторые торжественно принимали женские имена. Их гомосексуальные наклонности, если таковые имелись, подразумеваются шумерской пословицей, которая гласит: «Когда гала подтирался, [он сказал]: „Я не должен возбуждать то, что принадлежит моей госпоже [то есть Инанне]“». Слово гала писалось с использованием последовательности знаков UŠ.KU, причем первый знак также обозначался как giš3 («пенис»), а второй — dur2 («анус»), так что, возможно, в этом есть каламбур. Более того, слово гала омофонно с gal4-la «вульва». Однако, несмотря на все упоминания об их «женственном» характере (особенно в шумерских пословицах), во многих административных текстах упоминаются гала, у которых были дети, жёны и многодетные семьи. Кроме того, некоторые гала были женщинами.
Впоследствии в античном культе Кибелы существовал аналогичный феномен оскопившихся жрецов галлов.